# Szeged
Szeged [ˈsɛgɛd]  pronunciació hongaresa (?·pàg.) eslovac: Segedín, alemany: Szegedin o Segedin, serbi Segedin, Сегедин, llatí: Partiscum, italià: Seghedino, búlgar, belarus, rus i ucraïnès Сегед (Seged), letó Segeda', lituà Segedas, polonès Segedyn, romanès Seghedin i turc otomà i modern Segedin, és una ciutat autònoma d'Hongria situada al sud de l'estat, a la boca del riu Mureș, a cavall del riu Tisza. Szeged és la capital de la província de Csongrád, la tercera ciutat més gran d'Hongria, després de Budapest i Debrecen, amb una població d'uns 162.000 habitants (el 2014). Es podria dir que és el centre cultural del sud d'Hongria, ja que és la seu d'una de les universitats més importants, i la segona d'Hongria, on es pot estudiar català. A més a més, és força coneguda pel fet de ser, juntament amb Kalocsa, la principal productora de paprika del món. Se suposa que el nom Szeged deriva de l'antic hongarès "cantonada" (szeg), en referència al gir del riu Tisza que corre a través de la ciutat. Una altra teoria és que deriva de l'hongarès "sziget" que vol dir illa, i encara un altre diu que "szeg" vol dir "groc fosc" (sötétszőkés) una referència al color de l'aigua dels rius Tisza i Mureș allà on s'ajunten.

## Història
Szeged hauria estat habitada des de temps antics. Claudi Ptolemeu esmenta el nom de l'antiga ciutat en aquell lloc, Partiscum. És possible que Àtila, rei dels huns, tingués la seva seu a la rodalia. El nom Szeged és esmentat per primer cop en un document de 1183 del rei Béla III d'Hongria. Al segle xiii va patir la invasió dels mongols i els seus habitants van fugir a les maresmes de la rodalia però quan els mongols van passar van retornar i van reconstruir la ciutat. Per aquest temps va adquirir drets municipals. Al segle xiv va esdevenir en temps de Lluís I d'Hongria (1342-1382), la ciutat més important del sud d'Hongria. El rei Segimon de Luxemburg (1387-1427) hi va construir una muralla. Amb els otomans a la vora la seva importància va augmentar. Va esdevenir "vila lliure reial" el 1498 en temps del rei Vladislau II de Bohèmia i Hongria.
Szeged fou atacada i saquejada pels otomans el 28 de setembre de 1526, i per la milícia sèrbia del tsar Yovan el 1527, gaudint després de pau fins al 1541; llavors la seva única defensa, el castell medieval, estava en runes, i no podia resistir un atac i quan el paixà de Buda la va atacar a l'inici del 1543 va caure immediatament. Tenia llavors uns deu mil habitants hongaresos. Va esdevenir la seu d'un sandjak que es va estendre per un vast territori i del qual el primer governador (mir liwa) fou Derwish Beg, un dels principals caps de la campanya del 1543. El 1563 havia perdut més de la meitat de la població hongaresa i tenia unes 700 cases. Va pertànyer al begleberlik o eyalat de Budin (1543–1596), i després al eyalat d'Eğri (Eger) a través d'un governadopr ocasional de Bács (serbi Bač). El castell fou restaurat pels otomans el 1547/1548. El 1552 Mihály Uóth i els seus hajduks o haïduks (guerrilers/gent fora de la llei) aliat als mercenaris de Bernardo de Aldana, van atacar la ciutat però no la van poder ocupar. La dominació otomana es va mantenir sense interrupció fins al 23 d'octubre de 1686 quan fou recuperada pels Habsburg. Va recuperar la condició de ciutat reial lliure el 1715. El 1719 Szeged va rebre les seves armes (encara en ús) de Carles III i en aquest mateix any es van establir a la ciutat monjos piaristes. El 1720 la ciutat tenia 193 cases de les quals 99 eren de serbis. En la resta del segle i al segle xix la ciutat va prosperar i va créixer.
Szeged va tenir un paper important a la revolució de 1848. Lajos Kossuth va lliurar el seu famós manifesta en aquesta ciutat i la ciutat fou la darrera seu del govern revolucionari el juliol de 1849. Els Habsburg van castigar els dirigents locals, però després de poc temps la ciutat tornava a prosperar. El 1854 hi va arribar el ferrocarril i l'estatus de ciutat reial lliure es va recuperar el 1860. La tenda de Mark Pick, predecessora de la famosa Factoria de Salami Pick, va obrir el 1869. El 1879 va ser en part destruïda per una riuada (només van quedar 265 cases de les 5.723 que hi havia). L'emperador Francesc Josep va visitar la ciutat i va prometre que seria més bonica que abans, i va complir la seva promesa; en els següents anys una ciutat nova i moderna va emergir de les ruïnes, amb palaus i amples avingudes.
Al final de la I Guerra Mundial Hongria va perdre els seus territoris al sud que van passar a Romania i a Sèrbia. Els romanesos van ocupar breument la ciutat en la guerra entre Hongria i Romania del 1919. Szeged va esdevenir una ciutat de frontera i va perdre importància, però es va recuperar lentament. La Universitat de Kolozsvár (ara Cluj-Napoca a Romania) es va traslladar a Szeged el 1921. El 1923 Szeged va assolir la condició de seu episcopal en el lloc de Temesvár (ara Timişoara a Romania). Durant la II Guerra Mundial uns sis mil habitants de la ciutat foren morts, molts d'ells jueus portats primer als ghettos i després als camps d'extermini. Els soviètics van ocupar la ciutat el 1944. En el període comunista la ciutat fou centre d'indústria lleugera i d'indústria alimentaria. El 1962 va esdevenir la capital del comtat de Csongrád. El 1965 es va trobar petroli prop de la ciutat i el jaciment satisfà actualment el 67% del consum del país. Es van construir nous barris i el 1973 molts pobles de la vora foren agregats a la ciutat (com Tápé, Szőreg, Kiskundorozsma, Szentmihálytelek, Gyálarét i altres).
Szeged és coneguda avui dia com la ciutat de la paprika, una espècie equivalent al pebre vermell, que es cultivava des de la segona meitat del segle xvi com a planta ornamental i un segle després com a herba, sorgint llavors l'espècie. Szeged és també famosa per la Szekelygulyas, una mena de sopa amb porc, col i crema amargant, i per l'Halászlé, sopa de peix amb carpes (ciprínids) i peixos gat.

## Demografia
Segons les dades del cens de 2001, la ciutat té una població de 163 699 habitants, dels quals un 93,5% són magiars, un 0,7% gitanos, 0,6% alemanys, 0,5% serbis, 0,2% romanesos, 0,2% eslovacs, 0,1% croats i 5,9% altres nacionalitats. A la ciutat hi ha un total de 70.845 habitatges.
| 1870   | 1880   | 1890   | 1900   | 1910   | 1920    | 1930    | 1941    | 1949    | 1960    | 1970    | 1980    | 1990    | 2001    | 2004    | 2010    | 2011    |
| ------ | ------ | ------ | ------ | ------ | ------- | ------- | ------- | ------- | ------- | ------- | ------- | ------- | ------- | ------- | ------- | ------- |
| 56.901 | 59.143 | 68.924 | 82.803 | 96.063 | 100.175 | 108.448 | 110.740 | 104.867 | 117.515 | 145.312 | 164.437 | 169.930 | 165.588 | 162.586 | 169.731 | 170.285 |

Grups ètnics (cens del 2001):
- Hongaresos - 93,5%
- Romanis - 0,7%
- Alemanys - 0,5%
- Serbis - 0,2%
- Romanesos - 0,2%
- Croats - 0,1%
- Eslovacs - 0,1%
- Altres o no contesten - 4,7%

Religions (cens del 2001):
- Catòlics romans - 54,5%
- Calvinistes - 6,7%
- Luterans - 1,6%
- catòlics grecs - 0,6%
- altres (Cristians) - 1,3%
- altres (no cristians) - 0,4%
- Ateus - 21,8%
- No contesten - 13,1%

## Llocs interessants
| City centre, Dóm tér ("Plaça de la Catedral") amb l'església votiva de Szeged | Plaça de la Catedral | Església dels Franciscans (Gòtica, segle xv) |                      | Torre de l'Aigua                            | Torre de l'Aigua          |
| Torre Dömötör (segle xiii)                                                    | Torre Dömötör        | Museu de Ferenc Móra                         | Museu de Ferenc Móra | Palau Reök                                  | Palau Reök                |
| Sinagoga de Szeged                                                            | Sinagoga de Szeged   | Ajuntament de Szeged                         | Ajuntament           | Teatre Nacional de Szeged                   | Teatre Nacional de Szeged |
| Gróf-palace (1913)                                                            | Gróf-palace          | Església Minorita                            |                      | Fekete Haz "Casa Negra", Museu de la Moneda |                           |

## Personatges nascuts a Szeged
- Adrián Annus (1975), llançador de martell
- Gábor Agárdy (1922–2006), actor
- Béla Balázs (1884–1949), escriptor i poeta
- Zsolt Becsey (1964), polític
- Attila Czene (1974), campió olímpic de natació
- János Csonka (1852–1939), enginyer co-inventor del carburador
- Rajmund Fodor (1976), campió olímpic de water-polo
- Irén Gulácsy (1894), escriptora
- Jenő Huszka (1875–1960), compositor
- Éva Janikovszky (1926–2003), escriptor
- Ferenc Joachim (1882–1964), pintor
- Gyula Juhász (1883–1937), poeta
- Géza Maróczy (1870–1951), Gran Mestre d'escacs
- Tamás Molnár (1975), campió olímpic de water-polo
- László Nagy, jugador d'handbol del F. C. Barcelona
- László Paskai (1927), Arquebisbe d'Esztergom
- Willy Pogany (1882–1955), il·lustrador
- György Sebők (1922–1999), pianista
- Julius Stahel (1825–1912), general de la guerra civil americana i diplomàtic
- Attila Vajda (1983), campió olímpic de canoa
- Vilmos Zsigmond (1930), cineasta

### Personatges que han viscut a Szeged
- Mihály Babits poeta i escriptor
- Lipót Fejér matemàtic
- Alfréd Haar matemàtic
- Attila József poeta
- László Kalmár matemàtic
- Dezső Kosztolányi poeta, novel·lista
- Leopold Löw rabí, historiador i erudit jueu
- Kálmán Mikszáth escriptor
- Ferenc Móra writer, arqueòleg
- Miklós Radnóti poeta
- Frigyes Riesz matemàtic
- Albert Szent-Györgyi premi Nobel de química i biologia
- Béla Szőkefalvi-Nagy matemàtic
- Ferenc Fricsay director d'orquestra

## Galeria

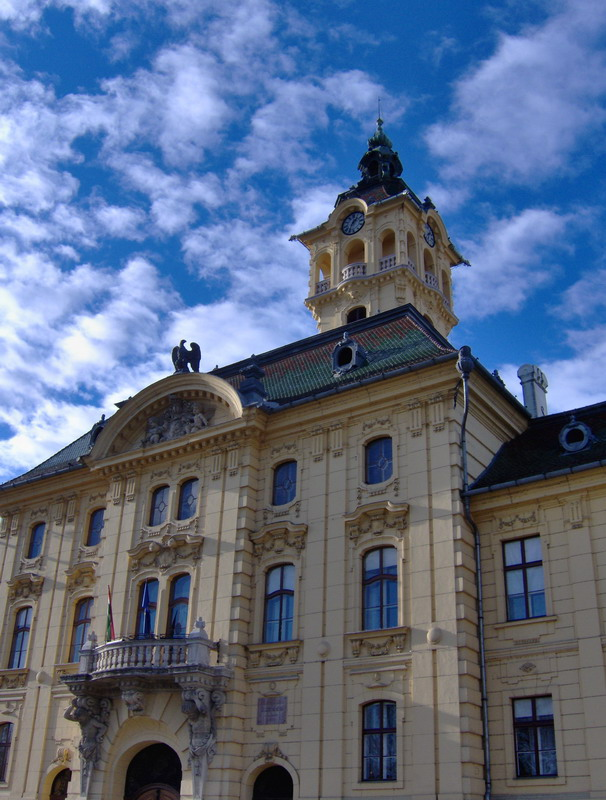
Ajuntament de Szeged.
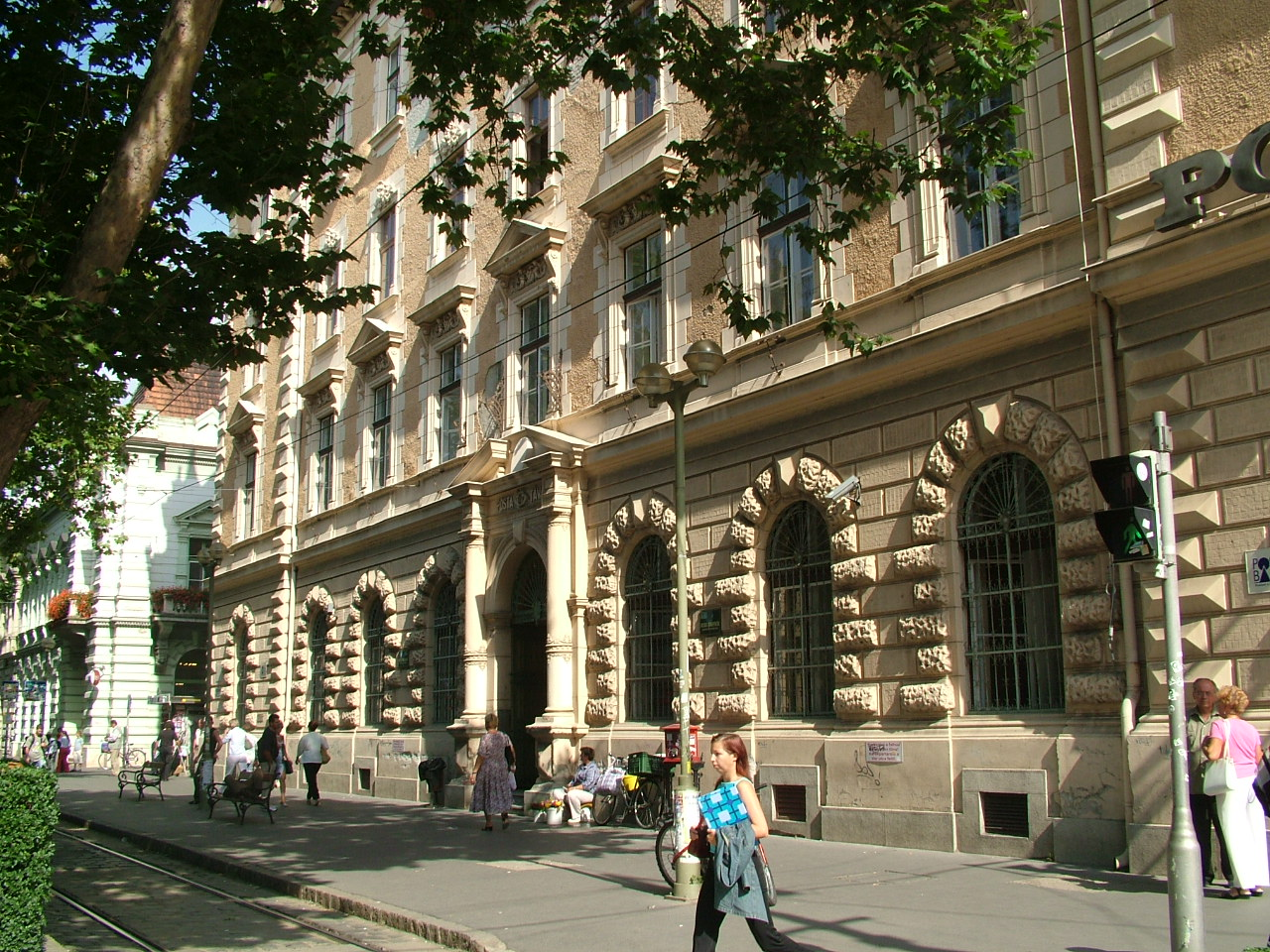
Palau de Correus
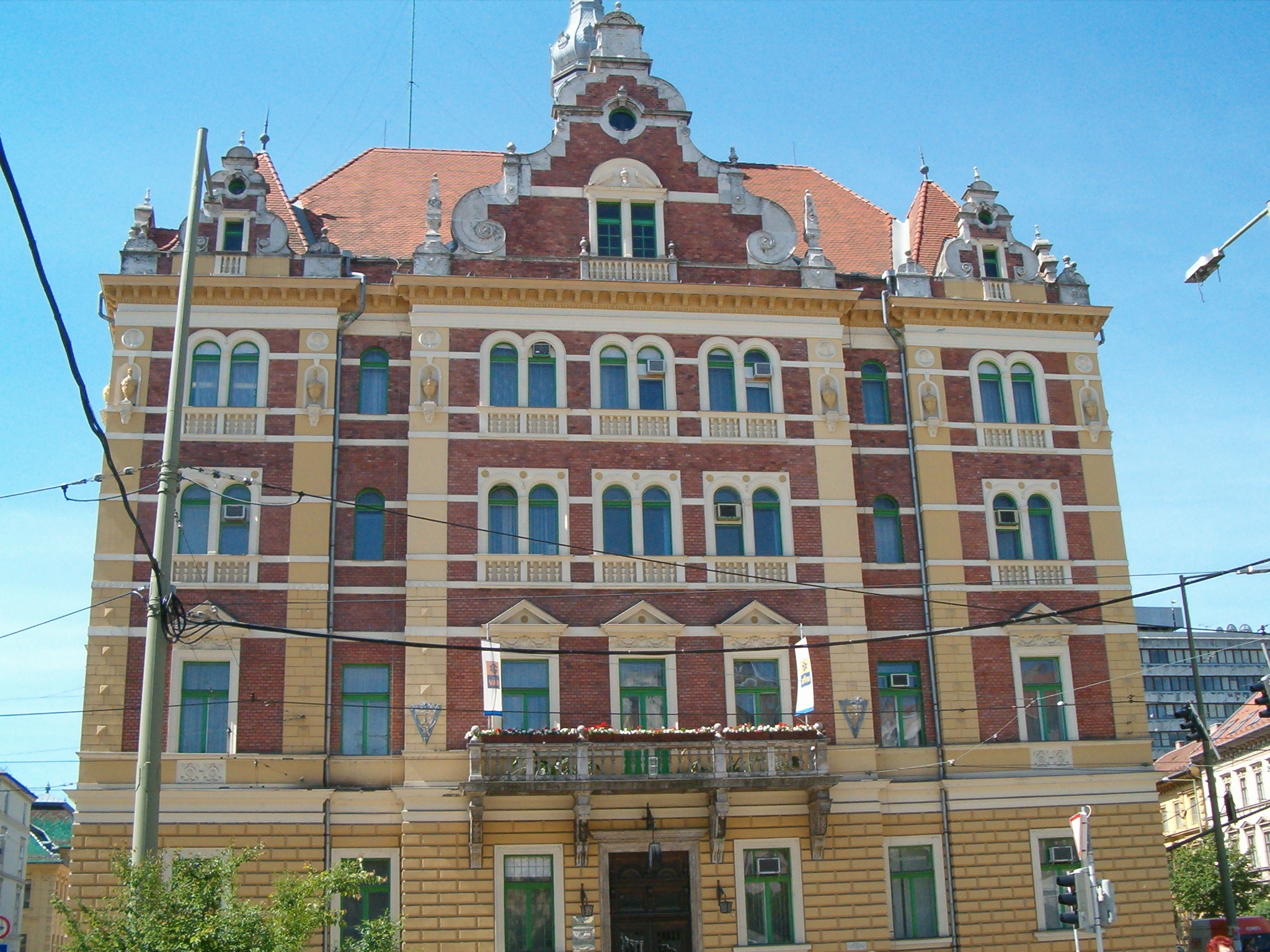
Palau dels Ferrocarrils de l'Estat
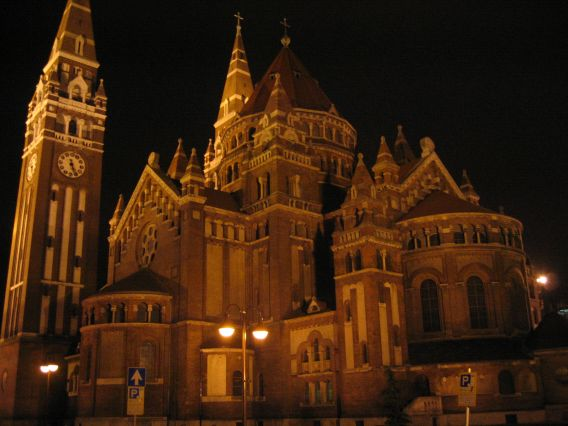
Església votiva de nit
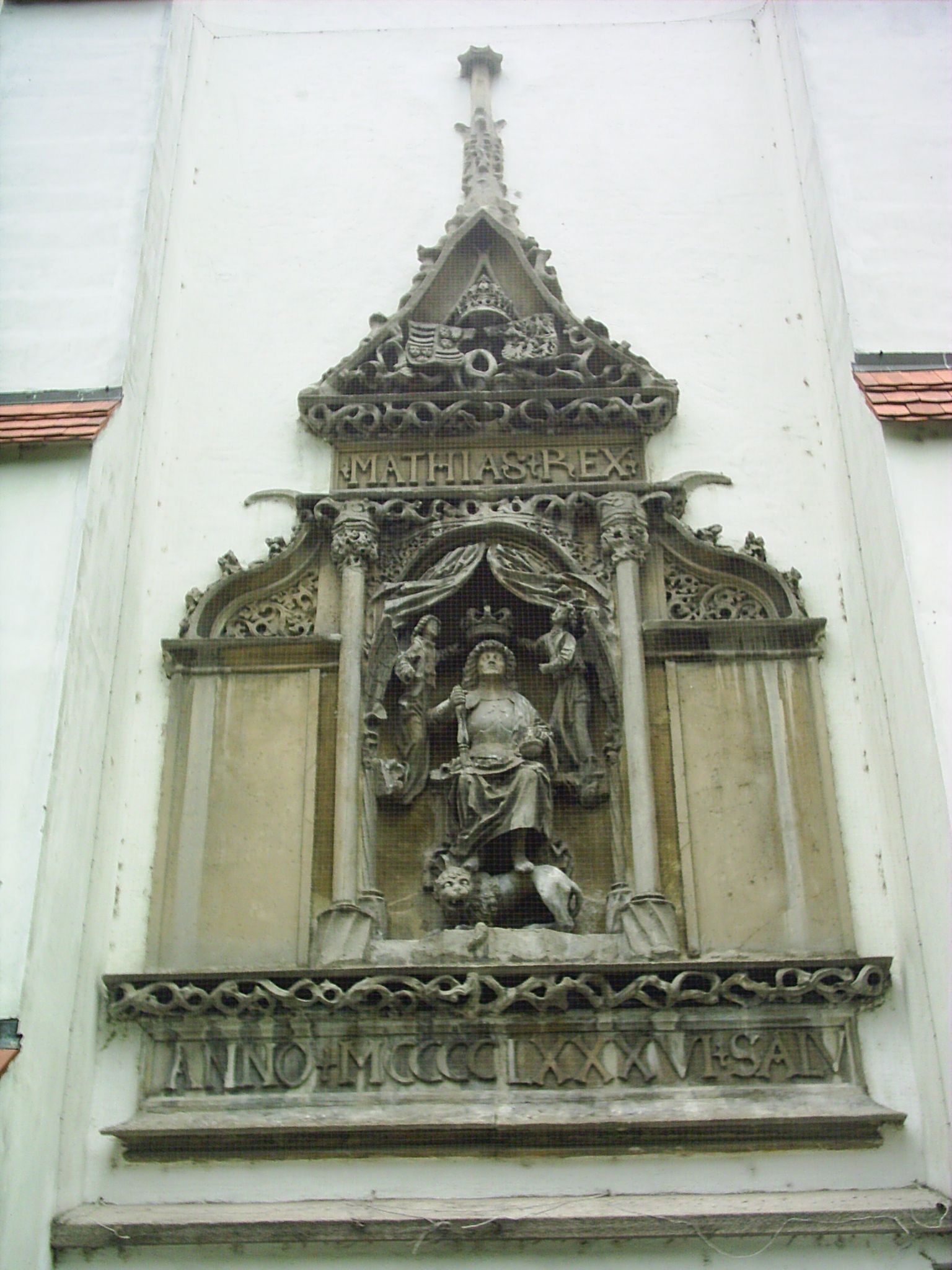
Maties Corví
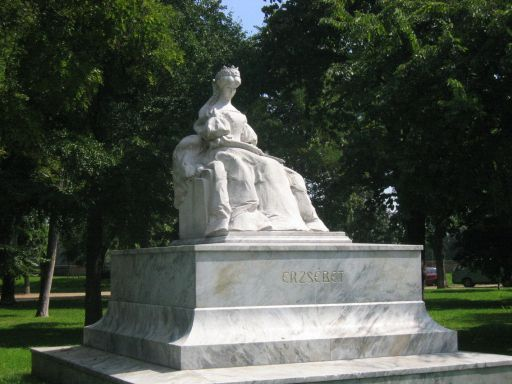
Elisabet de Baviera (Sissi), consort del rei d'Hongria.
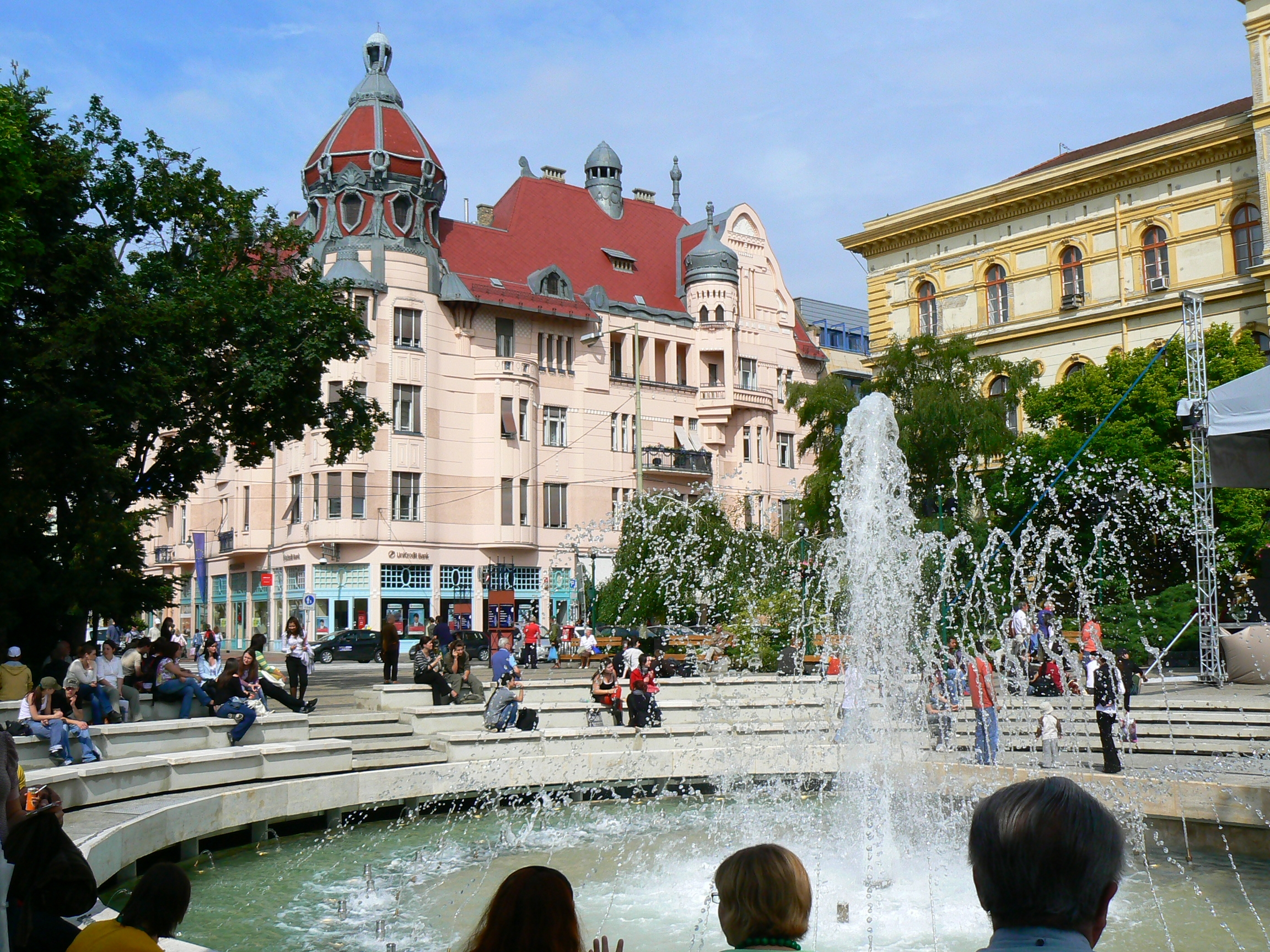
Casa de Unger–Mayer (1911).
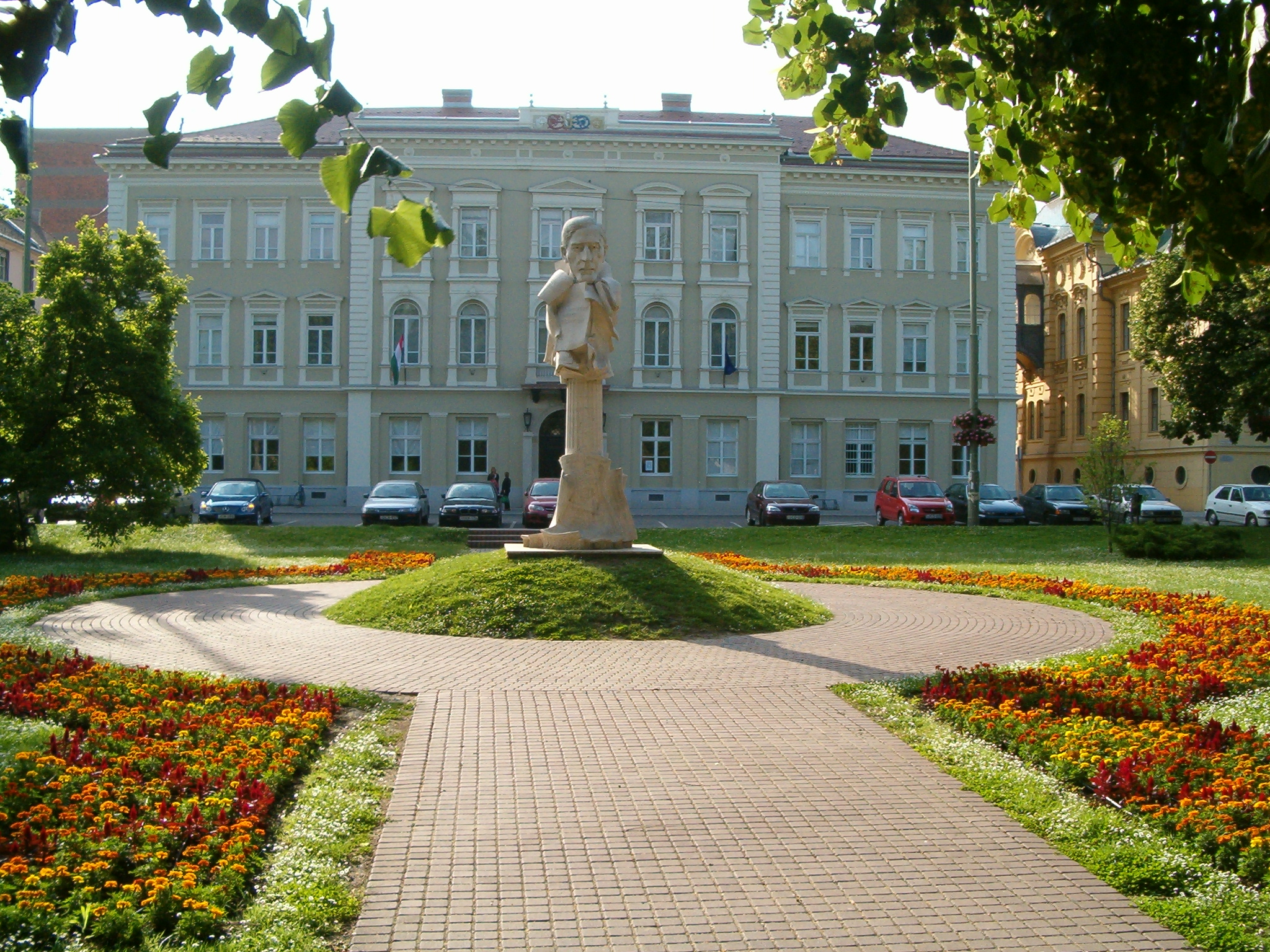
Estàtua de Kuno Klebelsberg.
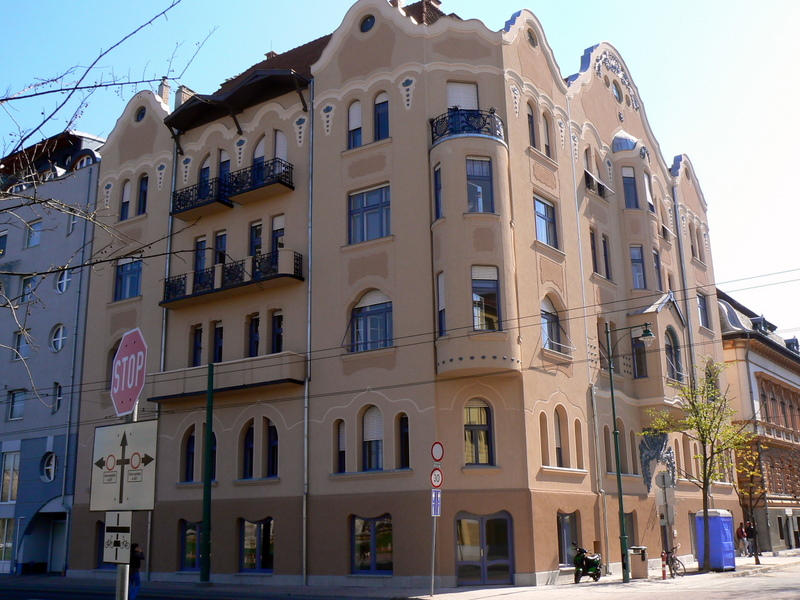
Art Nouveau.
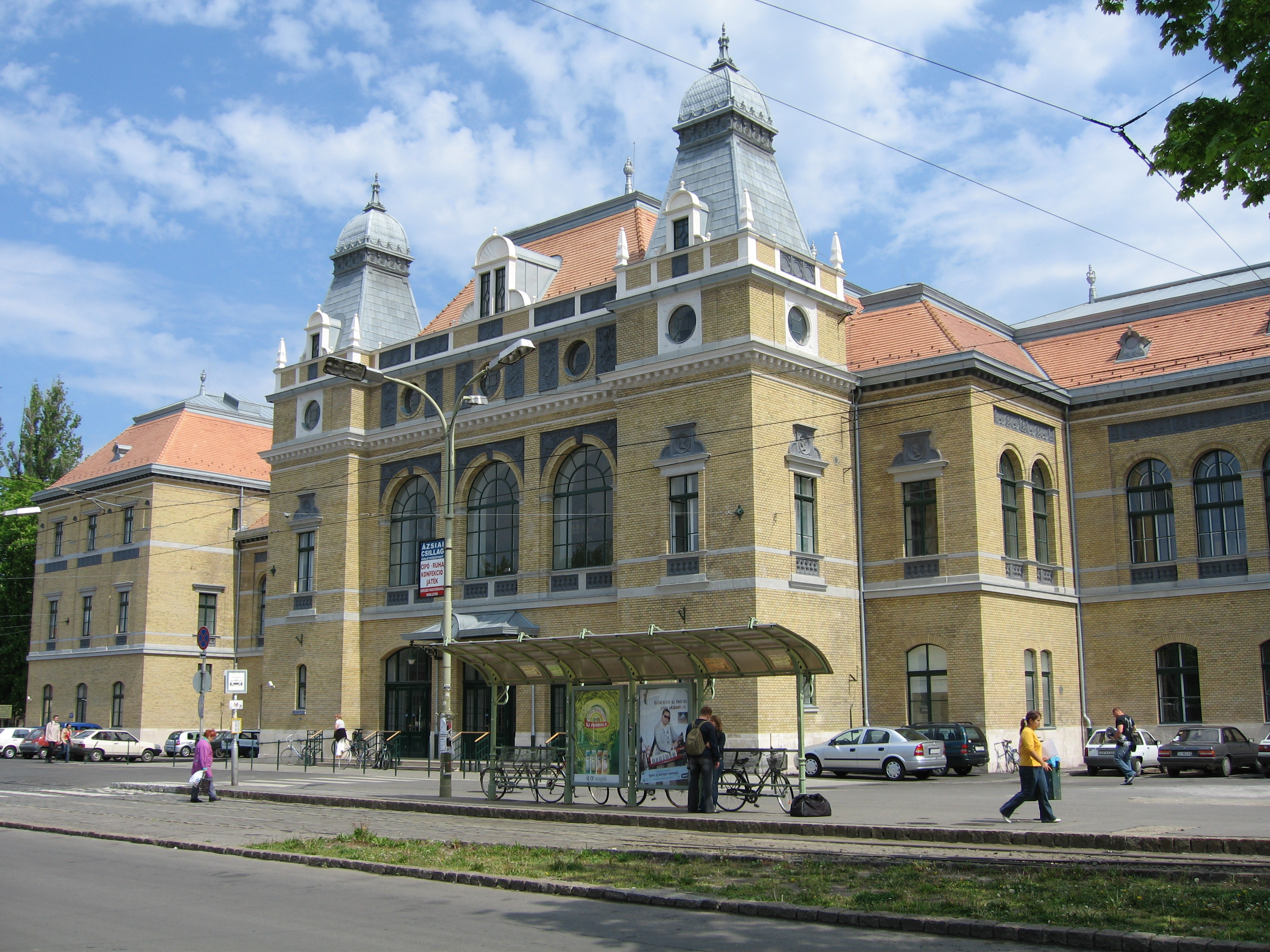
Estació de Tren.
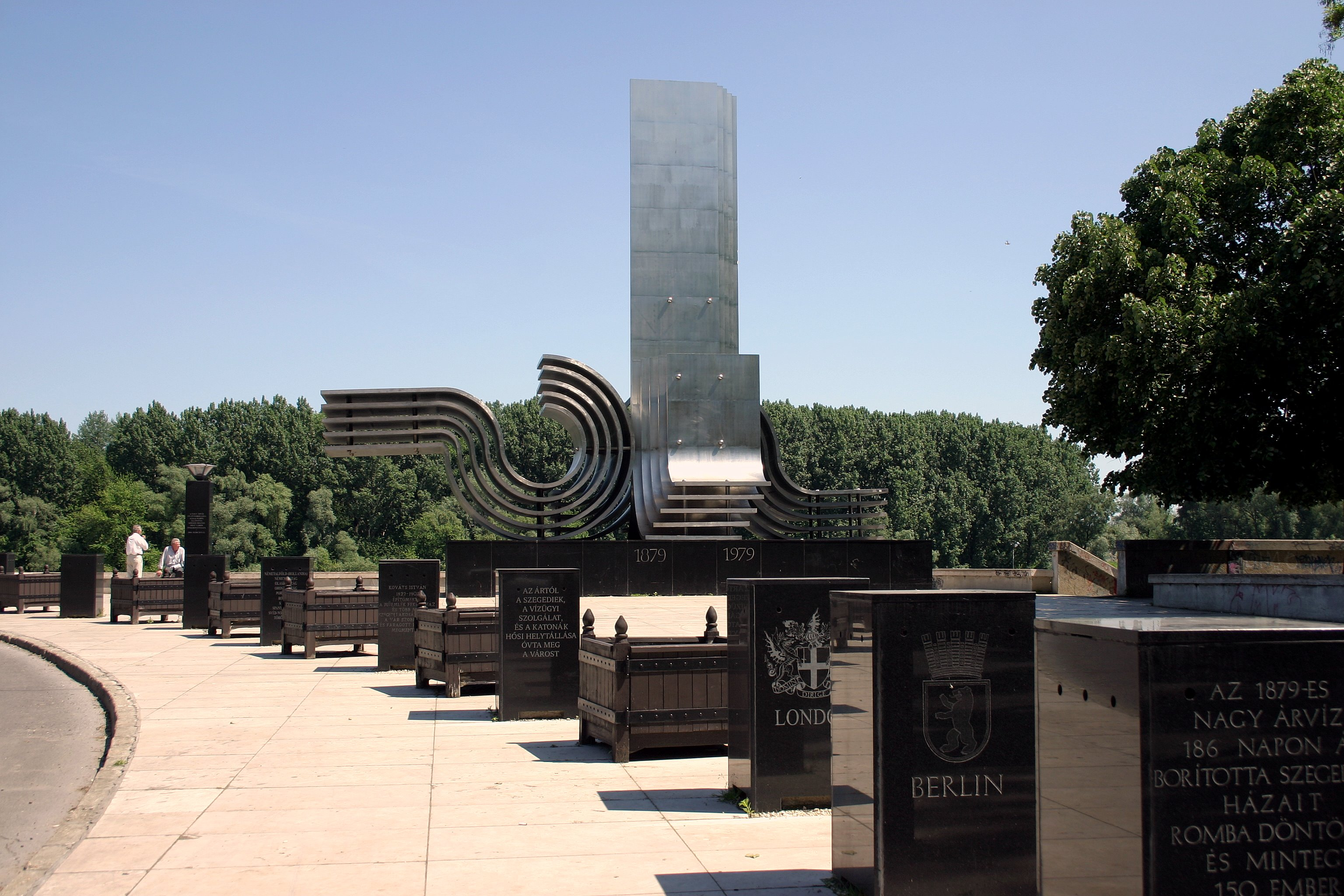
Monument a la Gran Riuada de 1879
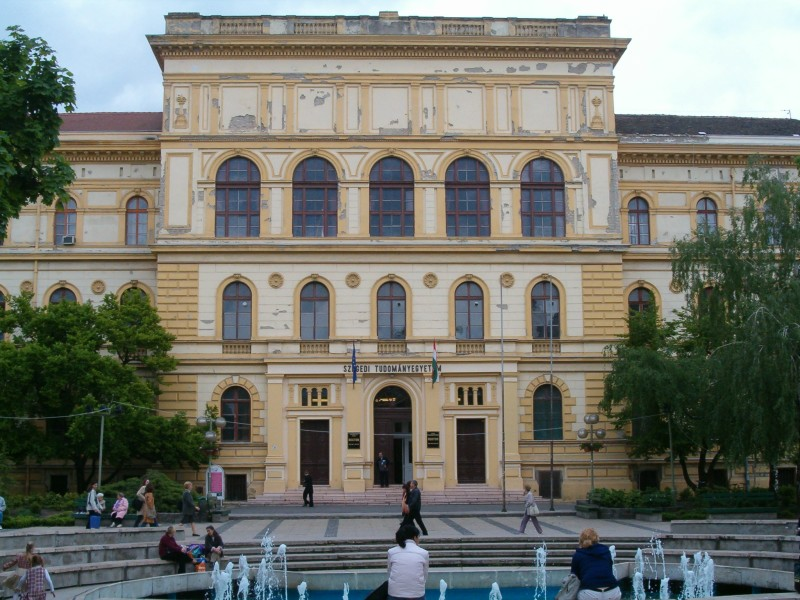
Edifici del rector de la Universitat de Szeged
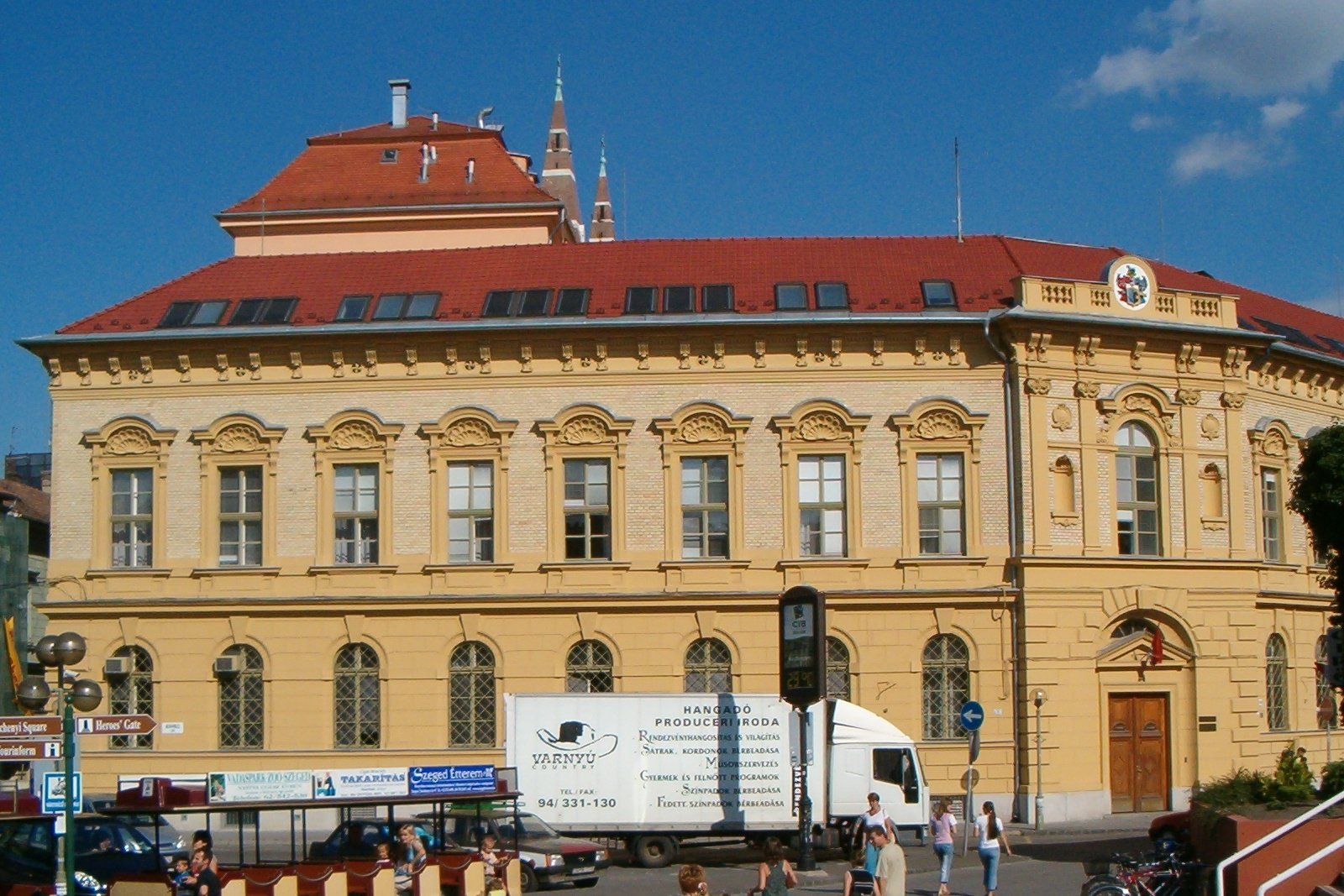
Institut d'Informàtica de Szeged
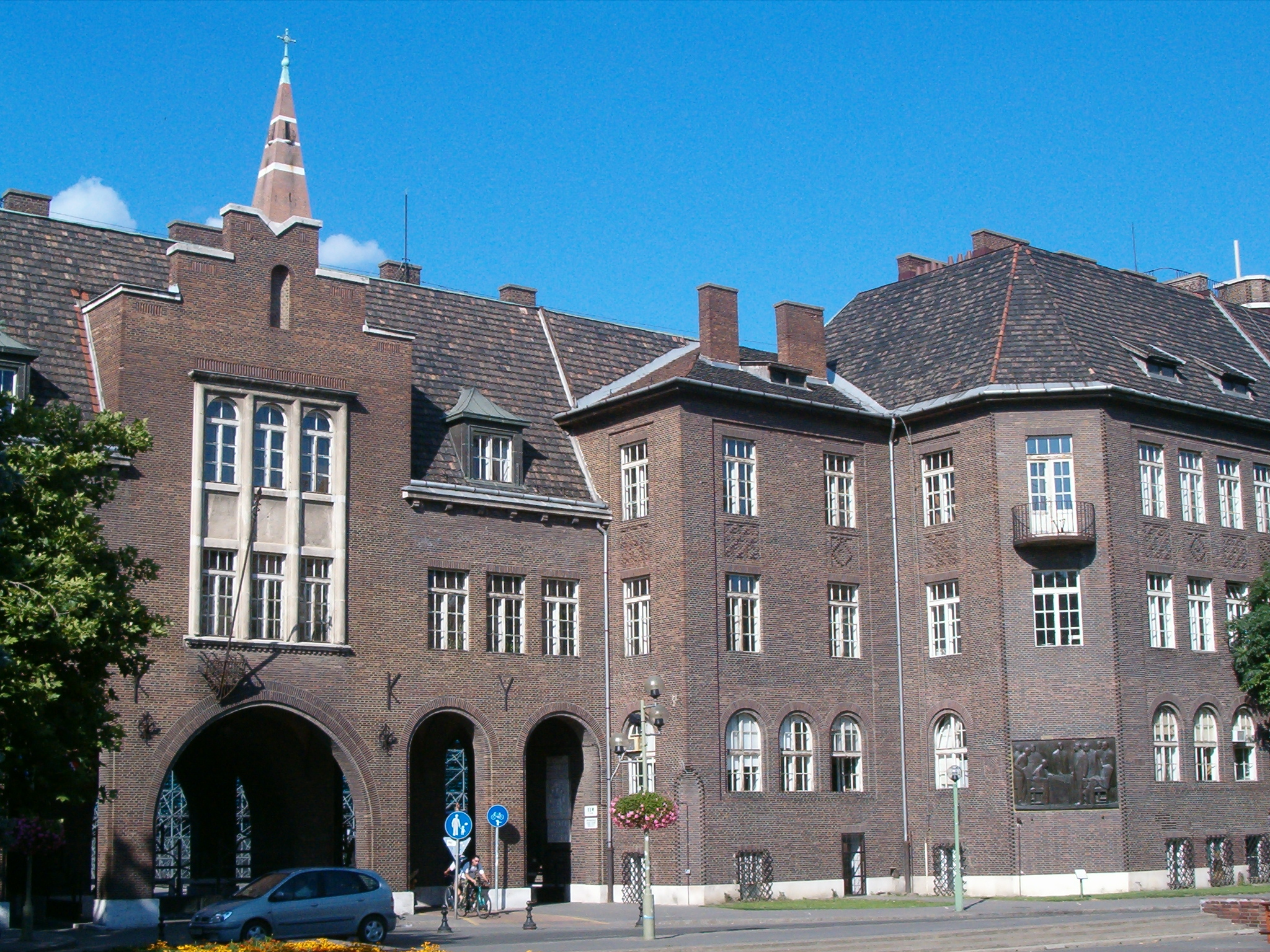
Institut de Biologia, Universitat de Szeged
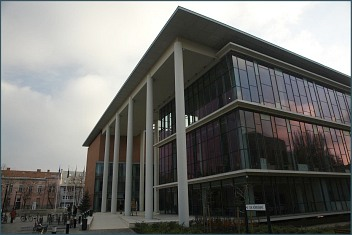
Biblioteca central de la Universitat de Szeged
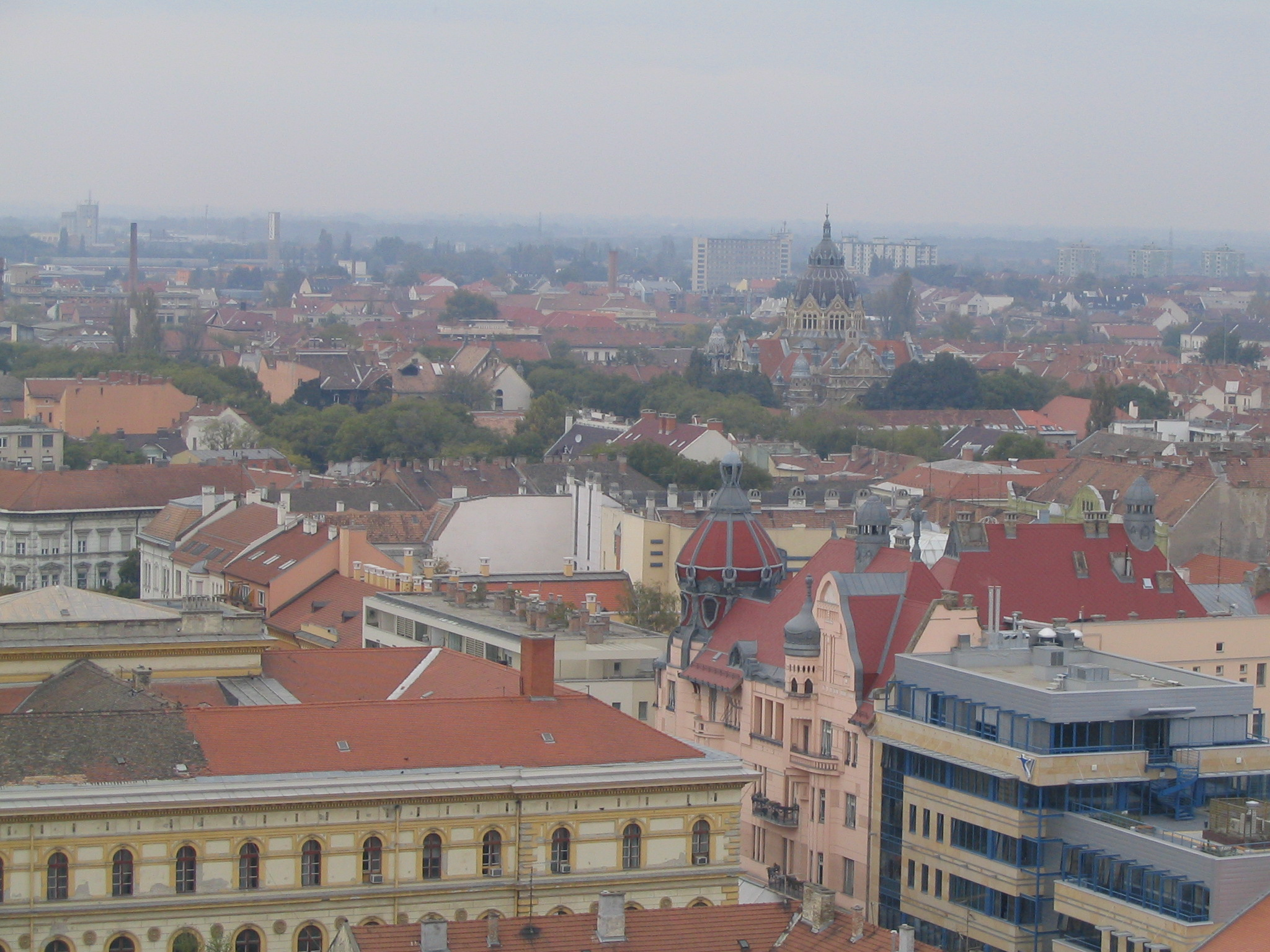
Cúpula de l'església votiva.
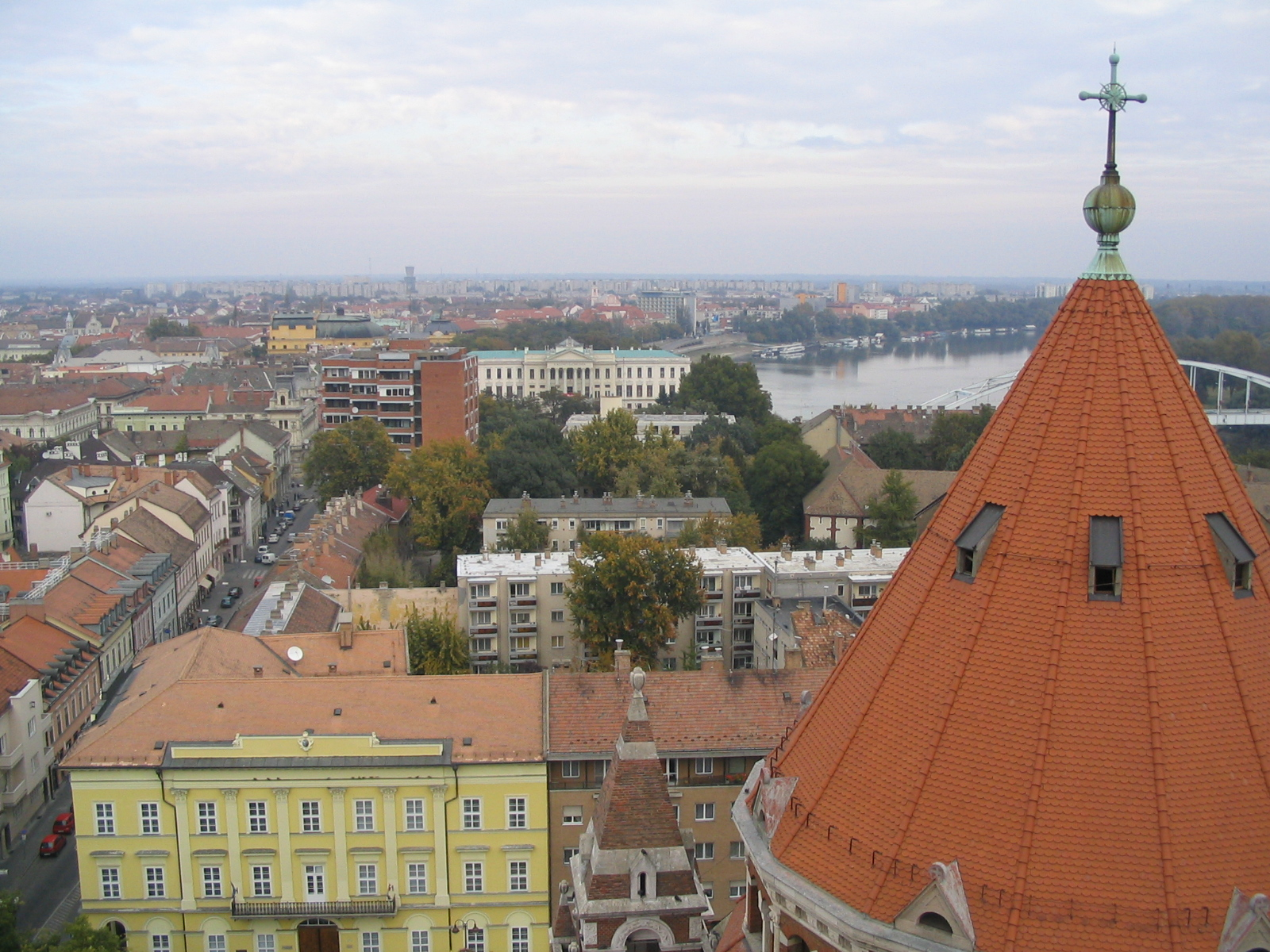
Cúpula de l'església votiva.
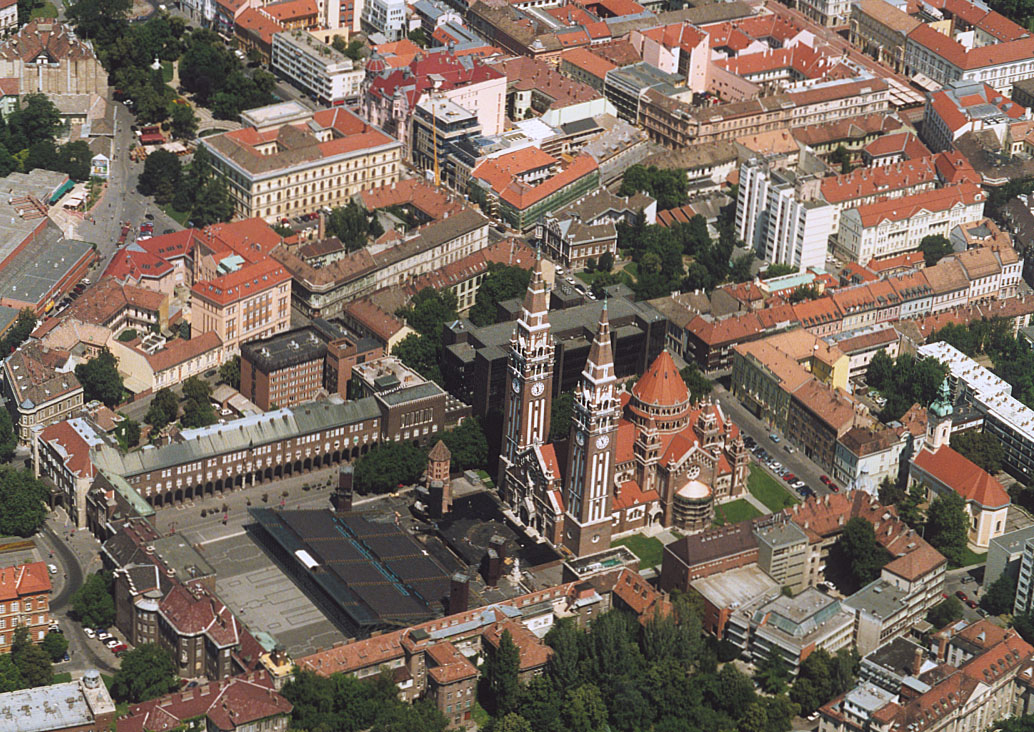
Vista aèria.
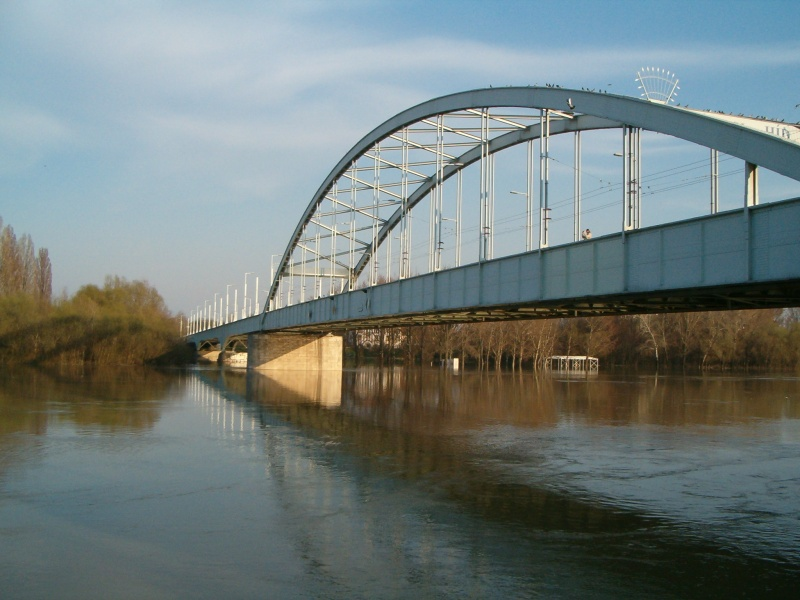
Pont al Tisza a Szeged
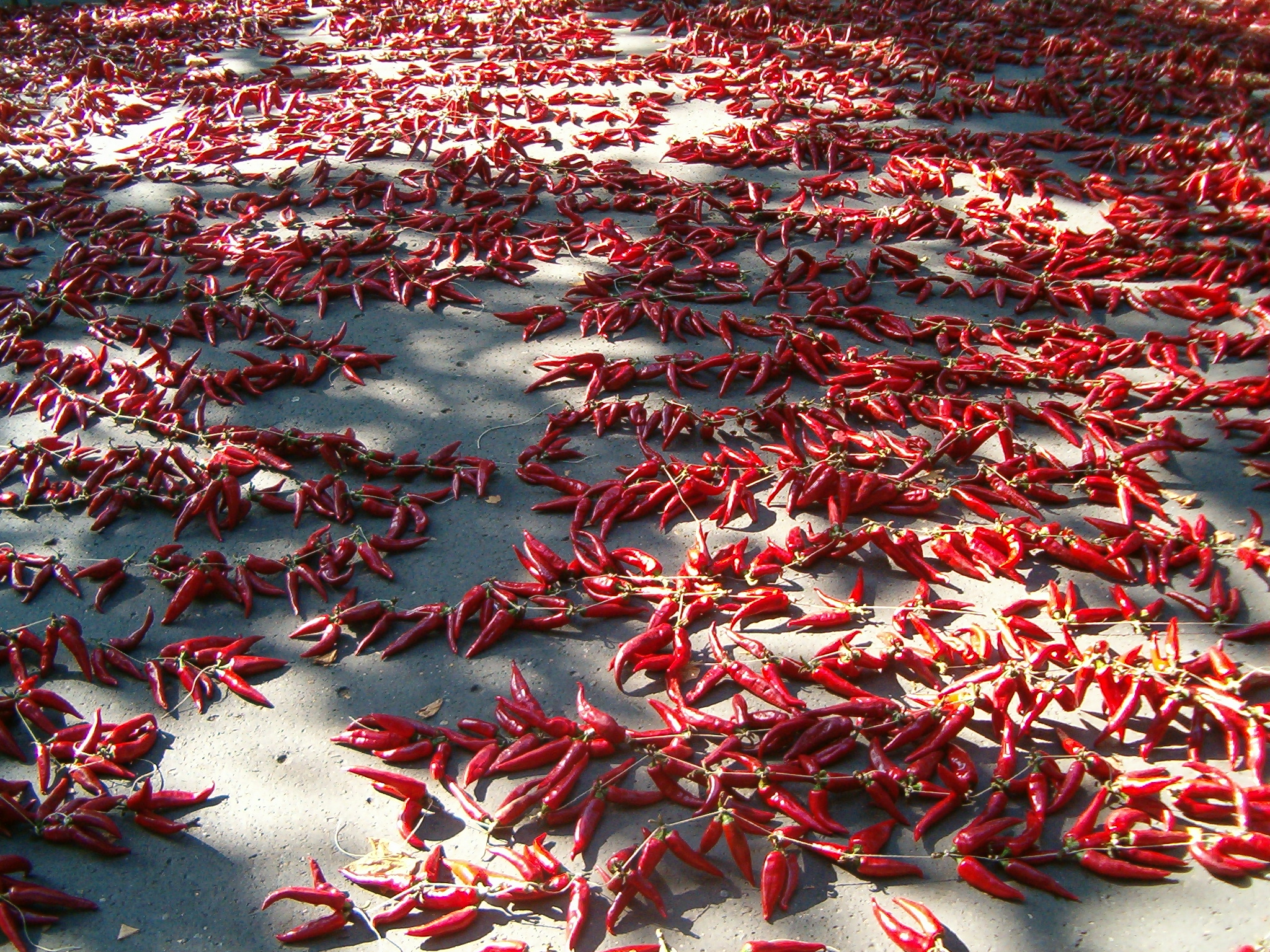
fruits de capsicum a Szeged.
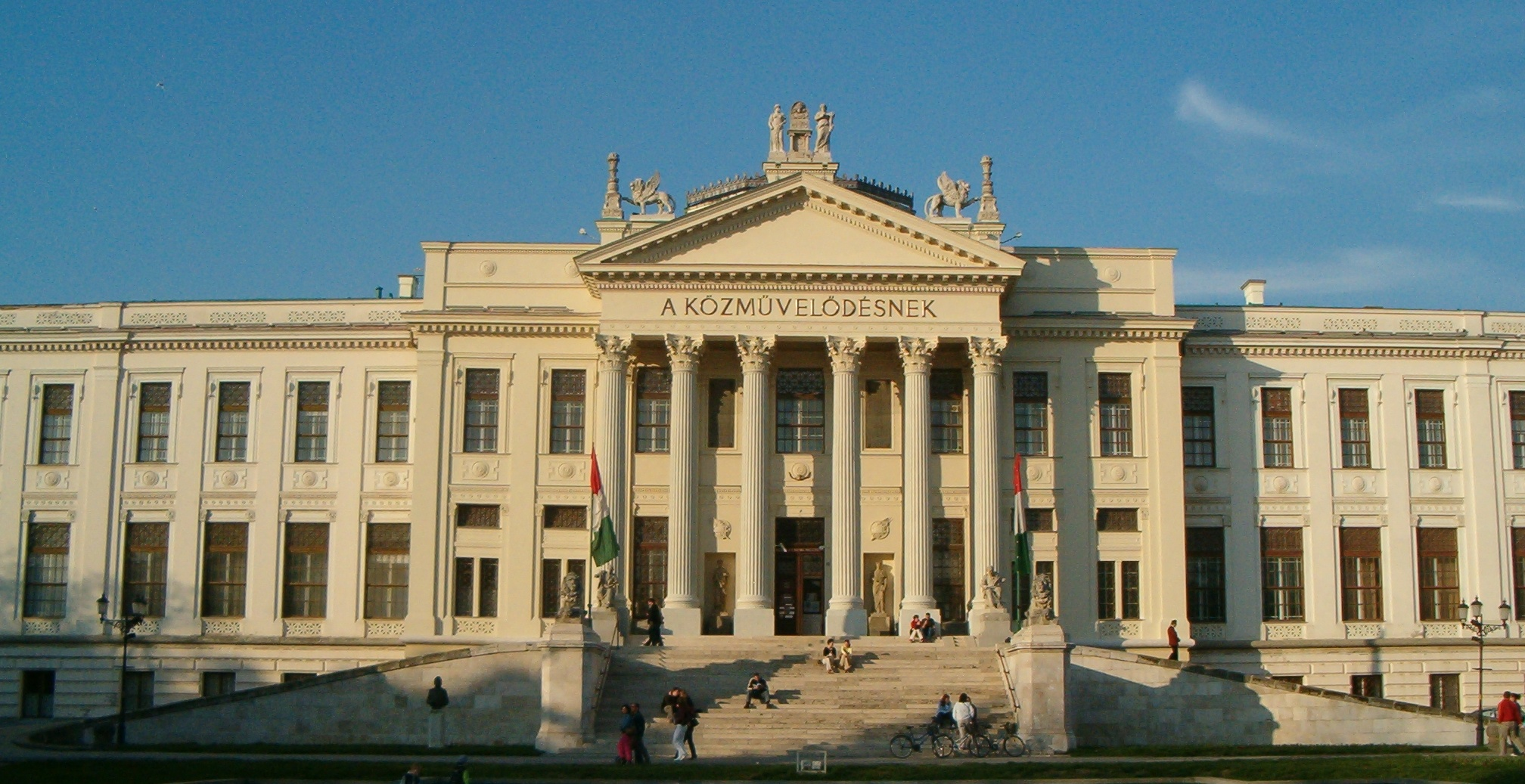
Museu Ferenc Móra.
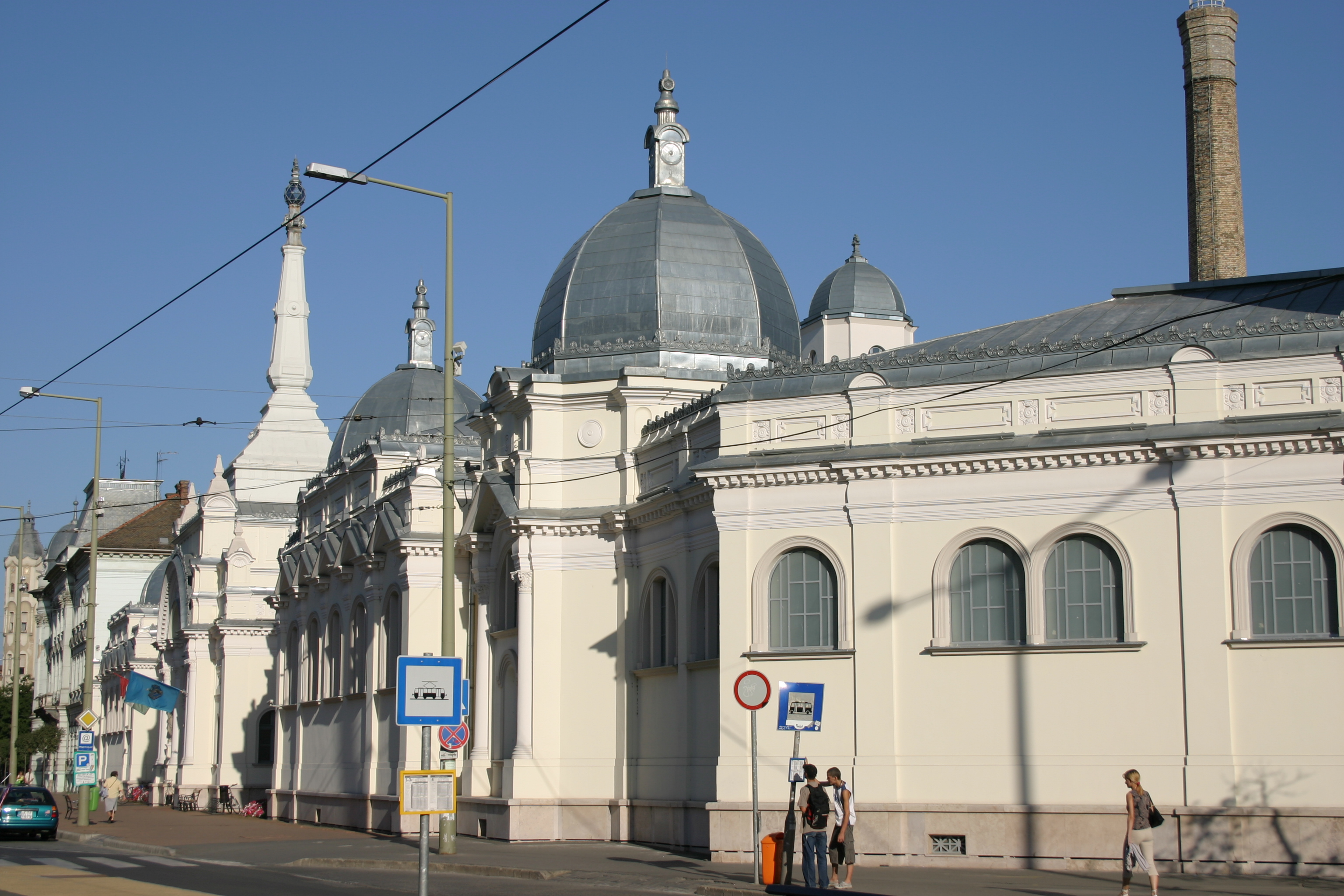
Banys Thermals de la reina Anna.